# 하지 말라면 더 하고 19
《하지 말라면 더 하고 19》는 2018년 10월 24일부터 2018년 11월 14일까지 네이버TV, V LIVE에서 처음으로 공개된 웹드라마이다. 웹드라마 《에이틴》의 후속작으로 하지 말라는 것들 투성이인 고등학교에서 19살이자 고3으로서 사는 5명의 청춘과 로맨스를 다룬 작품이다.

## 개요
《하지 말라면 더 하고 19》는 10월 28일 일요일 저녁 7시에 1화가 공개되었으며, 매주 수, 일 저녁 7시에 플레이리스트의 유튜브 채널과 페이스북에서 연재된다. 《에이틴》과 《연애플레이리스트 시즌3》와 동일하게 플레이리스트의 V LIVE와 네이버TV에서는 1화 더 일찍 볼 수 있다.

## 소개
하지 말라는 것들 투성이인 고등학교 생활. 하지만 남들이 그렇게 말한다고, 정말 하면 안 되는 거야? 하지 말라고 할수록, 더 하고 싶어지는 게 사람 맘이니까. 10대들의 발칙 로맨스 웹드라마.

## 등장인물
- 정하준 - 강은구 역
- 신기환 - 김윤아 역
- 남윤수 - 이겸 역
- 전유림 - 서설아 역
- 이청하 - 마태희 역
- 서민정 - 박은지 역